# 지성해
지성해(池成海, 1565년 ~ 1635년)는 조선의 문신이다. 본관은 충주(忠州), 자는 중심(仲深)이다. 강령현감(康翎縣監)을 역임하고, 통훈대부(通訓大夫)로 증직되었다

## 생애
아버지는 선략장군(宣略將軍) 내금위장(內禁衛將) 지이정(池以貞)이다.
임진왜란 때 이인서(李麟瑞)와 함께 의병을 모아 활동하였다.
1615년(광해군 7년) 생원시에 합격하였고, 1617년 11월 28일 생원의 대표로 진사 김이일(金以一) 등과 함께 인목대비 폐비 문제를 공론에 따라 처리하여 대의를 밝히라는 상소를 올렸다.
“삼가 생각건대, 신들이 비록 초야에 묻혀 있지만 임금을 생각하는 마음이 간절하기 때문에 대의(大義)에 관계되는 일에는 저도 모르게 분발하게 됩니다. 아, 저주를 자행하여 자기가 낳은 자식을 임금으로 세우려고 꾀한 데 대해서는 차마 들을 수가 없습니다. 변란이 한집안에서 생겨나 화변이 원릉(園陵)에까지 미쳤으니 말을 하자면 숨이 끊어지는 것 같고 생각하자니 소름이 끼칩니다. 역적의 잔당은 제거했으나 그 뿌리가 아직 그대로 있는 한 베어내도 다시 자랄 것은 당연한 이치입니다. 가장 무서운 것은 인심이 극악해져서 임금을 원망하는 것이 풍습이 되어버린 것입니다. 이보다 더할 수 없는 임금의 원수를 좋은 기화로 삼고자 하는 한 종묘 사직을 위한 대계를 누가 주장한단 말입니까. 중대한 논의가 결정되지 않음에 따라 사람마다 의심하고 있습니다. 아, 힘센 맹분(孟奮)도 망설이고만 있으면 아이들이 이길 수 있으며, 붙기 시작한 불도 끄지 않으면 장차 산등성이를 태우게 되는 법입니다. 중대한 논의가 일단 제기된 이상 머뭇거리기 어려우니, 유생들이 진정을 피력한 것을 어찌 소견이 없다고 하겠습니까. 신들은 이름이 성균관에 올라 있지만 멀리 떨어진 시골 출신입니다. 처음으로 서울에 왔으니 성균관 유생이 올린 상소에도 들지 못했습니다. 성상의 은택은 바다처럼 넓은 반면에 신의 죄는 산과 같이 큽니다. 천리 밖에 외로이 있으므로 조정의 의논을 알지 못합니다만 임금을 생각하는 정성이 깊기 때문에 감히 우둔한 말을 올리는 바입니다. 삼가 원하건대 전하께서는 흔쾌히 공론을 따르시고 큰 의리를 밝게 내세우셔서, 이론(異論)이 완전히 해소되게 하고 귀신과 사람의 분노를 씻게 하소서. 그리하신다면 이보다 다행스러운 일이 없겠습니다.”

라고 상소하였는데, 의정부에 계하하였다.
1618년(광해군 10년) 증광시(增廣試) 문과에 급제하여 강령현감(康翎縣監)을 역임하였다.
1635년(인조 13) 졸하여 통훈대부(通訓大夫)로 증직되었다. 묘소는 충청북도 충주시 살미면 세성리에 있으며, ‘통훈대부 강령현감 충주지공(通訓大夫康翎縣監忠州池公)’이라 새겨진 묘비가 세워져 있다.

## 가족 관계
- 증조부 : 지계하(池繼河)
  - 조부 : 지백린(池伯鱗)
    - 부 : 지이정(池以貞)

  - 외조부 : 고팽조(高彭祖)
    - 모 : 제주 고씨(濟州高氏)
    - 처부 : 민정복(閔廷福)
      - 부인 : 여흥 민씨(驪興閔氏)
      - 첩 : 천안 이씨(天安李氏)